# 忠海駅
忠海駅（ただのうみえき）は、広島県竹原市忠海中町1丁目にある、西日本旅客鉄道（JR西日本）呉線の駅である。駅番号はJR-Y28。
1970年代の一時期は、夏季に広島方面（岩国など）から当駅までの海水浴向け臨時快速「大久野島ビーチ」が運転されていたことがあった（種別は年によって急行、列車名は年によって「大久野島」）。

## 歴史
- 1932年（昭和7年）7月10日：鉄道省三呉線（現・呉線）安芸幸崎駅 - 竹原駅間延伸時に開設[2][3]。
- 1935年（昭和10年）11月24日：三原駅 - 海田市駅間全通に伴い、線路名称改定。呉線所属となる。
- 1943年（昭和18年）9月：駅舎改築[4]。
- 1982年（昭和57年）10月1日：貨物取扱廃止[5]。
- 1985年（昭和55年）3月14日：荷物扱い廃止[2]。
- 1987年（昭和62年）
  - 4月1日：国鉄分割民営化に伴い、西日本旅客鉄道（JR西日本）の駅となる[2]。
  - 6月15日：当駅折返し列車新設（呉駅 - 当駅間の区間運転列車4往復）。
- 1988年（昭和63年）3月13日：当駅折返し列車運転区間が三原駅まで延長、当駅折返し列車消滅。
- 1990年（平成2年）3月：みどりの窓口営業開始[6]。
- 1995年（平成7年）10月1日：管轄が広島支社直轄（三原管理駅）から三原地域鉄道部へ変更[7]。
- 1996年（平成8年）6月1日：業務委託駅化（ジェイアール西日本広島メンテック受託）[7]。
- 2003年（平成15年）
  - 3月31日：みどりの窓口営業終了[8]。
  - 5月1日：竹原市を通じて「忠海町コミュニティーづくり推進協議会」が駅業務を受託[9]し、簡易委託駅となる[4]。
- 2004年（平成16年）3月29日：福祉施設「ふれあいステーションただのうみ」と一体化した現駅舎が完成[4]。
- 2005年（平成17年）
  - 4月1日：NPO法人「福祉ステーションただのうみ」[注釈 1]が駅業務を受託する[11]。
  - 10月1日：臨時快速「瀬戸内マリンビュー」新設に伴い、停車駅となる。
- 2007年（平成19年）
  - 8月：ICOCA専用改札機（カードリーダー）設置。
  - 9月1日：ICカード「ICOCA」が利用可能となる。
- 2010年（平成22年）
  - 7月14日：平成22年7月豪雨に伴い、呉線内で複数の土砂崩れが発生。三原駅 - 呉駅間が不通となる[12]。
  - 7月20日：三原駅 - 竹原駅間運行再開[13][14]。
- 2016年（平成28年）
  - 3月31日：窓口営業が終了し、事実上無人化[15]。
  - 6月22日：平成28年梅雨前線豪雨に伴い、安登駅 - 安芸川尻駅間で土砂崩れ発生。、三原駅 - 広駅間が不通となる[16]。
  - 6月27日：三原駅 - 安浦駅間で運行再開するが[16]、須波駅 - 安芸幸崎駅間斜面亀裂のため[17]、19時から再度三原駅 - 当駅間が不通となる[18]。
  - 7月15日：三原駅 - 当駅間で運転再開[19]。
- 2018年（平成30年）
  - 6月1日：三原地域鉄道部廃止に伴い、三原駅の被管理駅となる[20]。
  - 7月5日：平成30年7月豪雨に伴い、不通となる[21]。
  - 12月15日：三原駅 - 安浦駅間復旧に伴い、営業再開[22]。
- 2020年（令和2年）
  - 10月3日：観光列車の臨時快速「etSETOra」新設に伴い、停車駅となる。

## 駅構造

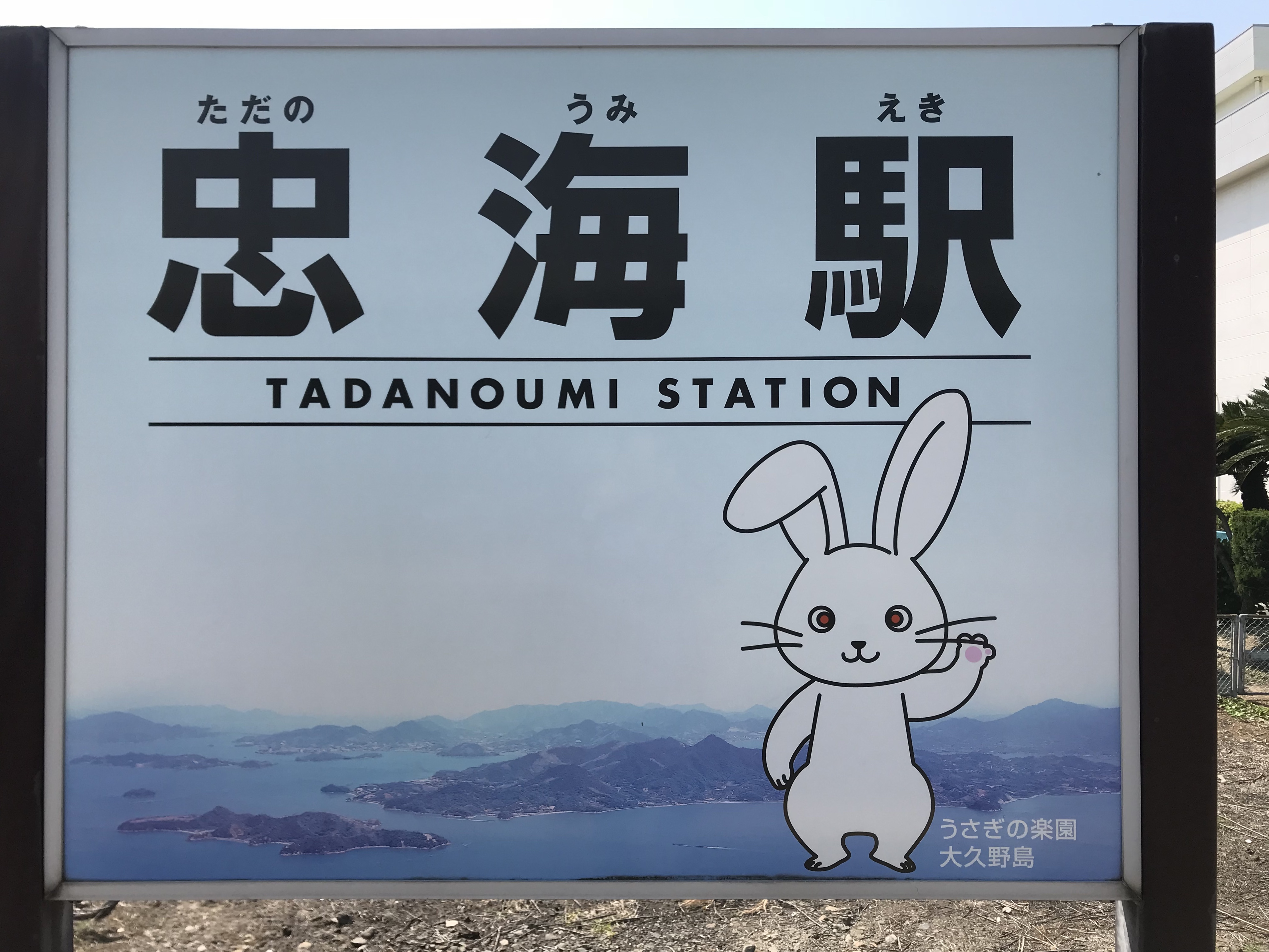
大久野島のうさぎにちなむイラストが入る駅名標（2018年4月）

相対式ホーム2面2線を有する地上駅。ICカード類は専用カードリーダーによる処理となっている。
切符売り場がない無人駅ではあるが、NPO法人「福祉ステーションただのうみ」が駅管理を受託しており、窓口営業を終了した現在も、設置されている自動券売機売上げの一部を受託者収入とし、窓口業務代わりとする形で簡易委託を継続しているため、形式上では簡易委託駅である。なお、直営駅、業務委託駅時代はみどりの窓口が設置されており、マルス端末による乗車券販売を行っていた。
以前優等列車や貨物列車が運転されていた名残で線路有効長がかなり長い。1・2番線共にホームに快速「瀬戸内マリンビュー」号車案内がある。1番線はホーム嵩上げ工事が実施され、列車との段差が解消されている。両ホームは跨線橋で連絡している。
便所は、改札内外双方にあり、改札外は男女別、改札内は男女共用であるが、いずれも汲取り式となっている。駅舎は改築されたが、便所は以前のままであり、改装されていない。併設福祉施設「ふれあいステーションただのうみ」には男女別・身障トイレが設置されている。ウォシュレットは付いていない。

### のりば
| のりば | 路線 | 方向 | 行先           | 備考               |
| ------ | ---- | ---- | -------------- | ------------------ |
| 1      | 呉線 | 上り | 三原・福山方面 |                    |
| 1      | 呉線 | 下り | 竹原・呉方面   | 通常時はこのホーム |
| 2      | 呉線 | 下り | 竹原・呉方面   | 列車交換時に使用   |

付記事項
- 配線上は1番線が上り本線（兼下り副本線）、2番線が下り本線（兼上り副本線）である。1・2番線共に三原側・呉側両方向からの到着と両方向への出発に対応可能な信号機配置となっている。
- 当駅は1線スルーでは無いが、列車交換が無い場合は上下列車共に1番線（駅舎側ホーム）を使用する運用が成されている。
- 1番線ホーム東端に車椅子使用者が2番線ホームに行くためのスロープと構内踏切がある。普段は扉で閉鎖され、必要時に駅に連絡するよう書かれた案内板があったが、現在は撤去されている。
- 以前、2番線ホーム南側に数本の貨物用側線があり、そこから日本肥糧株式会社まで専用線が伸びていたが、現在はそれらの線路は撤去されている。
- 駅舎西側には側線が1本あり、工事用車両留置に使用されている。
- 2011年3月12日のダイヤ改正時より列車接近時の放送内容が、メロディーのみが流れる方式から列車接近案内のアナウンスに続いてメロディー（1番線は広島駅4・9番線で使用されるメロディーを使用）が流れる方式に変更された。
- 1番、2番ホーム共に三原側に8両停車目標が設置されている。

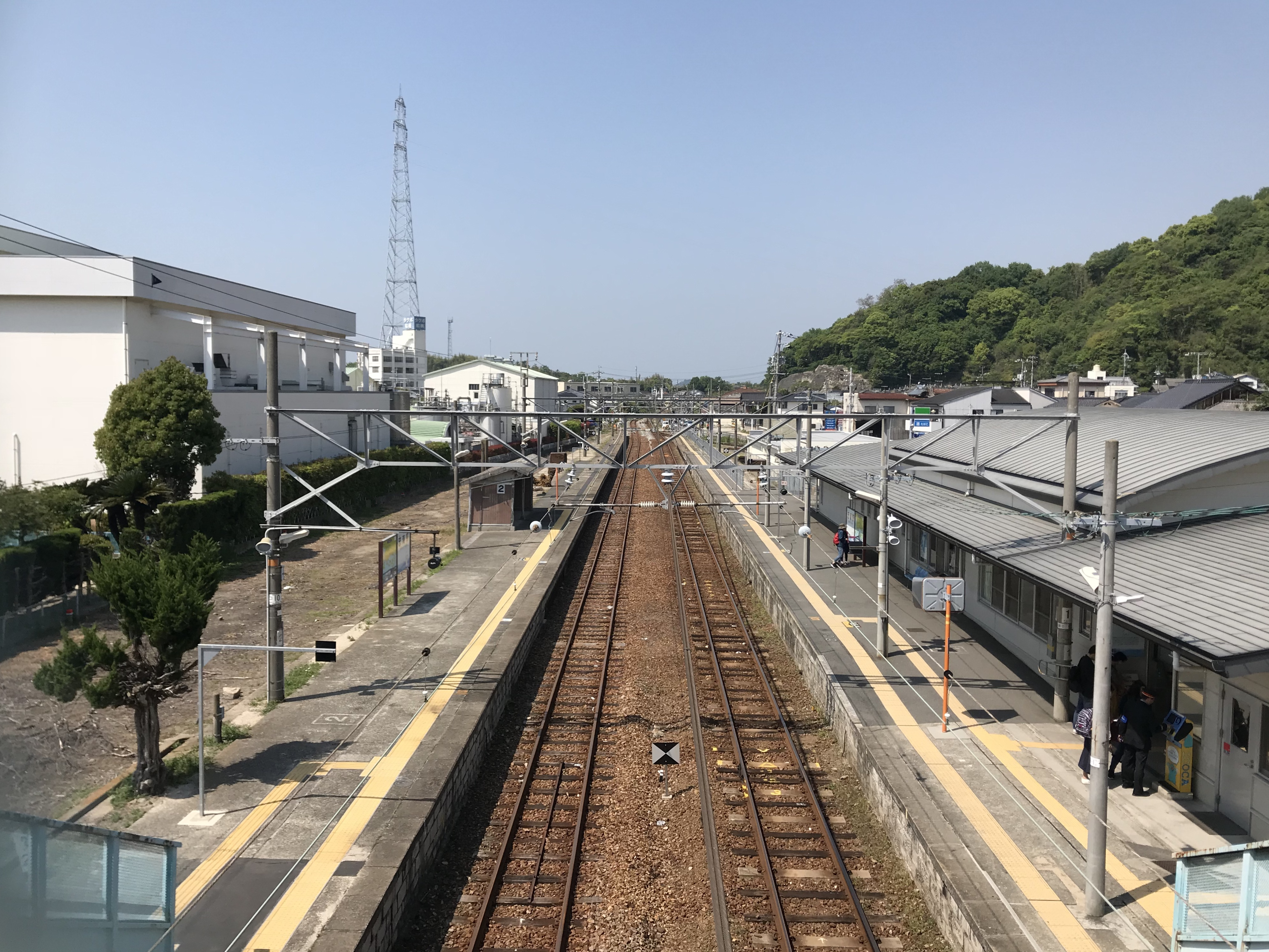
ホーム（2018年4月、跨線橋から）
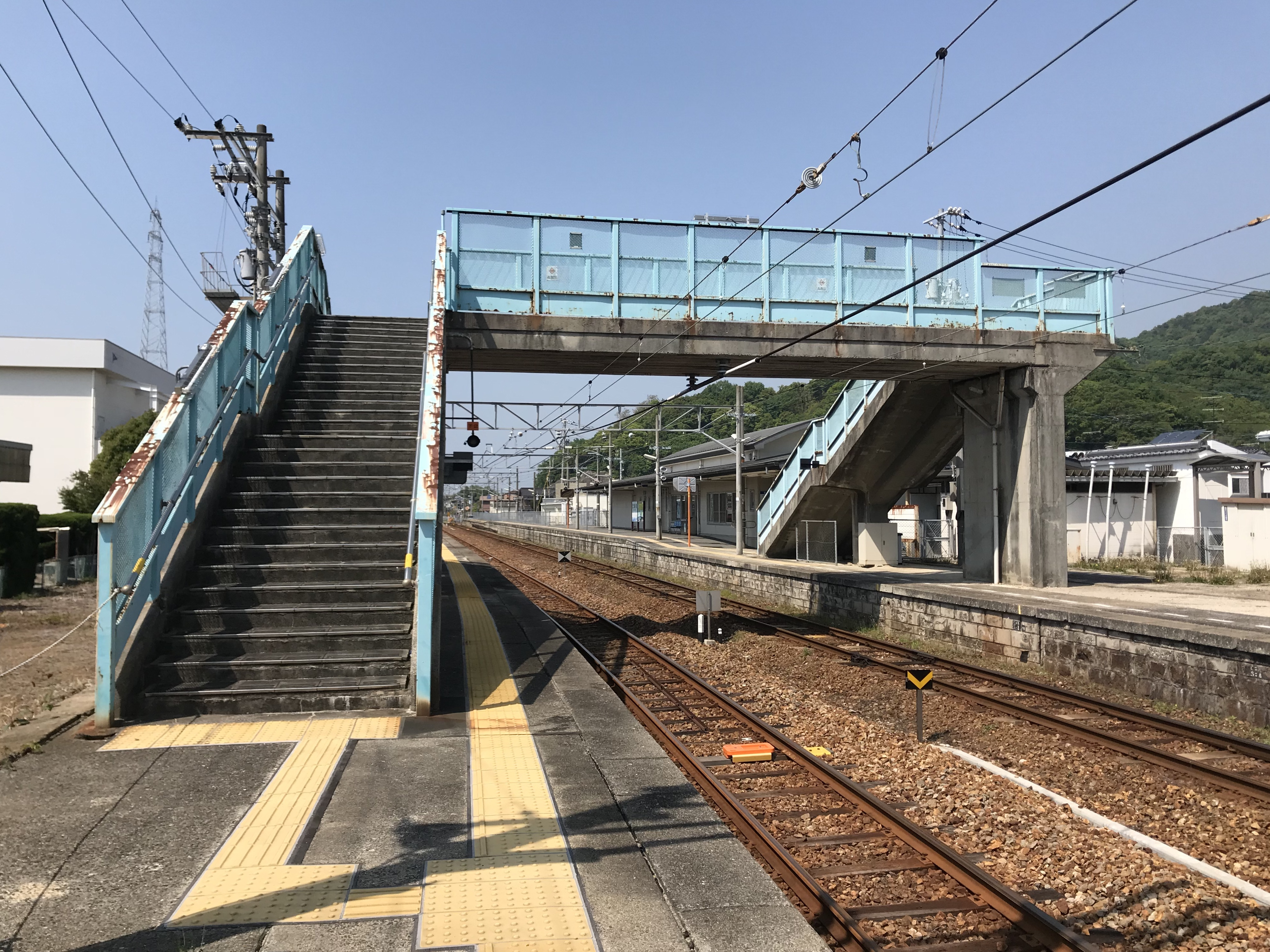
跨線橋（2018年4月）
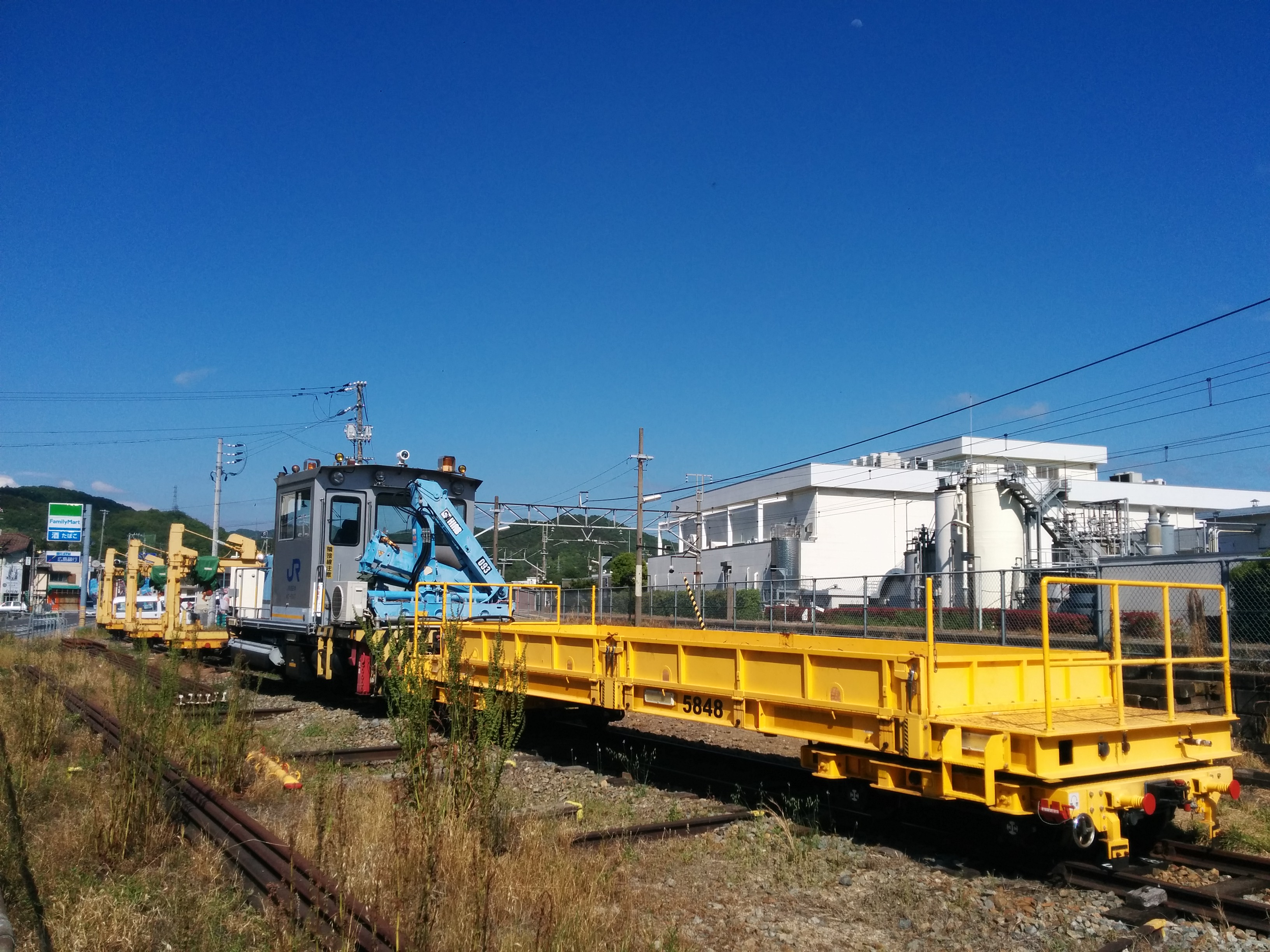
側線で休む工事用車両（2017年5月）

## 利用状況
近年の1日平均乗車人員の推移は以下の通り。
| 年度                | 1日平均 乗車人員 | 出典   |
| ------------------- | ---------------- | ------ |
| 1989年（平成 元年） | 1,663            | [ 23 ] |
| 1990年（平成02年）  |                  |        |
| 1991年（平成03年）  |                  |        |
| 1992年（平成04年）  | 1,268            | [ 24 ] |
| 1993年（平成05年）  |                  |        |
| 1994年（平成06年）  |                  |        |
| 1995年（平成07年）  |                  |        |
| 1996年（平成08年）  |                  |        |
| 1997年（平成09年）  |                  |        |
| 1998年（平成10年）  | 936              | [ 25 ] |
| 1999年（平成11年）  |                  |        |
| 2000年（平成12年）  |                  |        |
| 2001年（平成13年）  |                  |        |
| 2002年（平成14年）  | 833              | [ 26 ] |
| 2003年（平成15年）  |                  |        |
| 2004年（平成16年）  |                  |        |
| 2005年（平成17年）  |                  |        |
| 2006年（平成18年）  |                  |        |
| 2007年（平成19年）  |                  |        |
| 2008年（平成20年）  |                  |        |
| 2009年（平成21年）  |                  |        |
| 2010年（平成22年）  |                  |        |
| 2011年（平成23年）  | 606              | [ 27 ] |
| 2012年（平成24年）  | 608              | [ 27 ] |
| 2013年（平成25年）  | 596              | [ 27 ] |
| 2014年（平成26年）  | 560              | [ 27 ] |
| 2015年（平成27年）  | 572              | [ 28 ] |
| 2016年（平成28年）  | 532              | [ 29 ] |
| 2017年（平成29年）  | 537              | [ 30 ] |
| 2018年（平成30年）  | 426              | [ 30 ] |
| 2019年（令和 元年） | 496              | [ 30 ] |
| 2020年（令和02年）  | 387              | [ 31 ] |
| 2021年（令和03年）  | 325              | [ 32 ] |
| 2022年（令和04年）  | 324              | [ 33 ] |
| 2023年（令和05年）  | 334              | [ 34 ] |

## 駅周辺
- 忠海開発八幡神社
- 黒滝山登山口
- アヲハタ本社・ジャム工場
- 竹原市役所 忠海支所
- 竹原警察署 忠海交番
- 呉信用金庫 忠海支店
- 忠海郵便局
- 広島県立忠海高等学校
- 竹原市立忠海学園（2021年4月、忠海中学校と忠海小学校が統合）
  - 旧 竹原市立忠海中学校
  - 旧 竹原市立忠海小学校（2015年4月、忠海東小学校と忠海西小学校が統合）

### バス路線
芸陽バスの「忠海駅前」（忠海駅）バス停があり、高速バス『かぐや姫号』と路線バスが発着している。
- 都市間高速バス『かぐや姫号』（広島バスセンター・広島駅方面） - 忠海駅発着便は竹原駅・竹原フェリーなどでも乗降可
- 路線バス 三原－竹原線（三原市 三原営業所・三原駅方面 / 竹原市 竹原フェリー・竹原駅・中通方面）

広島空港と忠海駅との区間で山陽タクシーが予約制乗合タクシー「LALALA♪ラビットライナー」を運行している。運行日は土曜・日曜・祝日で、乗車日の2日前までに予約が必要である。

### 航路
忠海駅から約300メートル（徒歩5分）のところに忠海港があり、大久野島や大三島の盛港へフェリーや客船が発着している。大久野島は太平洋戦争前に毒ガス製造施設があり民間人は立入禁止だった島で、現在はうさぎの島として知られる。

### 道路
忠海駅は国道185号沿いに位置し、西へ行くと竹原港・竹原市役所・東広島市安芸津・呉市方面、東へ行くと三原市方面である。
忠海駅前から北へは広島県道59号東広島本郷忠海線が国道2号・山陽自動車道本郷IC（約14キロ）・広島空港方面へ延びる。

## 隣の駅
西日本旅客鉄道（JR西日本）
 呉線
安芸幸崎駅 (JR-Y29) - 忠海駅 (JR-Y28) - 安芸長浜駅 (JR-Y27)